# Charlotte-Catherine de La Trémoille
Ne pas confondre avec Charlotte de La Trémoille, comtesse de Derby, Marie-Charlotte de La Trémoille, duchesse de Saxe-Iéna et Charlotte-Amélie de La Trémoille, comtesse d'Aldenbourg.
Charlotte-Catherine de La Trémoille (1565 - 29 août 1629), comtesse de Taillebourg, baronne de Craon, de La Chaize-le-Vicomte, et de Sainte-Hermine, fut princesse de Condé par son mariage avec Henri Ier de Bourbon-Condé, cousin du roi Henri IV.

## Biographie

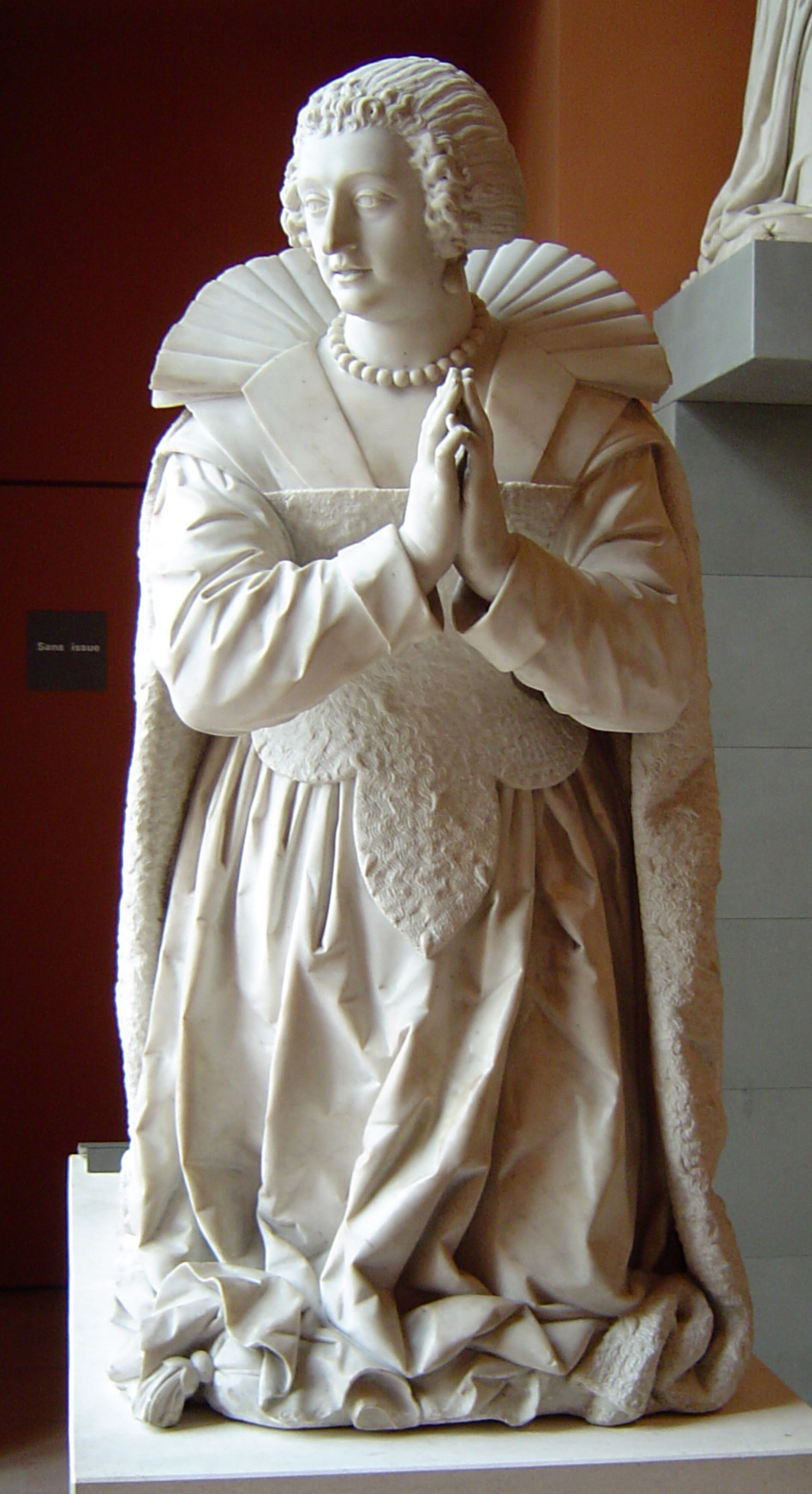
Tombeau par Simon Guillain.

Née en 1565,, Charlotte-Catherine est la plus jeune des cinq enfants de Louis III de La Trémoille, duc de Thouars, prince de Talmond et de Tarente, et de Jeanne de Montmorency. Son père est membre de la Maison de La Trémoille, l'une des plus anciennes de France. Il est étroitement lié avec la maison royale de France. Son grand-père maternel Anne de Montmorency fut pair de France, maréchal puis grand maître de France et connétable sous François Ier.
Son père trouve la mort au siège de Melle, le 25 mars 1577. Contre l'avis de sa mère Charlotte-Catherine adopte la religion réformée et épouse, le 16 mars 1586, Henri Ier de Bourbon, prince de Condé, fils de Louis Ier, prince de Condé et d'Éléonore de Roye. C'est un des hommes les plus importants du royaume, tenant le rang prestigieux de premier prince du sang. Charlotte apporte à son mari, qui en a alors bien besoin une dot confortable de 60 000 livres.
De ce mariage, naît le 30 avril 1587 Éléonore.
Un an plus tard, Charlotte-Catherine est enceinte de trois mois lorsque, le 5 mars 1588, le prince de Condé meurt soudainement à Saint-Jean-d'Angély. Son décès est mis sur le compte d'un empoisonnement, ce qui est aussi bien supposé par les médecins que par ses proches (dont son cousin Henri de Navarre). Ces derniers soupçonnent Charlotte d'avoir fait empoisonner son mari après l'avoir trompé ; la mise à la question d'un serviteur de Condé apporte de nombreuses charges contre son épouse, notamment sur ses amabilités envers un page. Le roi de Navarre est également suspecté par les calvinistes d'avoir fait tuer son rival. Charlotte est arrêtée et jugée par le parlement de Paris, mais les poursuites sont interrompues à la nouvelle de sa grossesse, et elle reste simplement emprisonnée à Saint-Jean-d'Angély sous la garde de Jean de Saint-Memme,.
Le 1er septembre 1588, Charlotte donne naissance en prison à un fils posthume Henri II de Bourbon-Condé, dont Henri IV, désormais roi de France, concède la conversion à la religion catholique, afin de faire accepter un édit permettant aux réformés d'accéder aux charges publiques. Il lui donne pour gouverneur le marquis de Pisany ; le parti protestant accepte alors de laisser partir le prince pour la Cour. Sur présentation d'un placet signé par de nombreux Grands (Diane de France, Henri Ier de Montmorency, le comte d'Auvergne, le duc de Bouillon...), Henri IV se résigne en juillet de la même année à libérer la princesse, le procès reprenant devant le Parlement à Paris.
L'acquittement n'est prononcé que le 24 juillet 1596, et son abjuration de la religion réformée la même année. Henri IV reconnaît l'enfant de Charlotte-Catherine comme le fils légitime d'Henri Ier de Bourbon-Condé, lui donnant ainsi le rang de premier prince du sang, donné aux proches parents du roi. Henri II de Bourbon-Condé devient alors l'héritier présomptif du trône de France. Il le reste jusqu'à la naissance du futur Louis XIII en 1601.
Charlotte-Catherine décède le 29 août 1629. Elle est inhumée au couvent de l'Ave Maria à Paris. Son monument funéraire, commandé par son fils à Simon Guillain, est conservé au musée du Louvre.

## Mariage et descendance
De son mariage avec Henri Ier de Bourbon-Condé, Charlotte-Catherine aura 2 enfants :
- Éléonore (1587-1619) épouse du prince Philippe-Guillaume d'Orange ;
- Henri (1588-1646), IIIe prince de Condé, gouverneur de Bourgogne, gouverneur du Berry (1612-1615), duc de Montmorency, duc d'Albret, duc d'Enghien, et de Bellegarde, premier prince du sang, comte de Sancerre (1640-1646), pair de France, grand veneur et grand louvetier de France.

## Sources
- (en) Cet article est partiellement ou en totalité issu de l’article de Wikipédia en anglais intitulé « Charlotte Catherine de La Trémoille » (voir la liste des auteurs).
- Henri, duc d' Aumale, Histoire des Princes de Condé durant les XVIe et XVIIe siècles, vol. 2, Paris, Calmann-Lévy, 1889 (lire en ligne)